# Joytime III
Joytime III — третий студийный альбом американского диджея Marshmello. Он был выпущен 3 июля 2019 года на лейбле Joytime Collective. Пластинка содержит гостевые участия от Slushii, Flux Pavilion, Crankdat и других. В альбоме находится 13 композиций.

## Предыстория
Впервые альбом был анонсирован в декабре 2018 года в Твиттере.
На Billboard написали: «Marshmello только что объявил в Твиттере, что его третий альбом в серии Joytime находится в пути, и это только начало. Исполнитель прокомментировал свой новый материал так: «Сейчас я работаю над большим количеством новой музыки. Joytime III, пара хип-хоп треков и мой следующий поп-сингл. Я не хочу просто придерживаться одного жанра, как продюсер, который любит делать музыку, ничто не волнует меня больше, чем раздвигание границ».

## Синглы
Песня «Rescue Me» совместно с A Day to Remember была выпущена 14 июня 2019 года, как лид-сингл альбома. Второй сингл «Room to Fall» совместно с Flux Pavilion и Elohim был выпущен 27 июня 2019 года.

## Список композиций
Адаптировано под Tidal.
| №                   | Название                                                      | Автор(ы)                                    | Продюсер(ы)              | Длительность |
| ------------------- | ------------------------------------------------------------- | ------------------------------------------- | ------------------------ | ------------ |
| 1.                  | «Down»                                                        | Christopher Comstock                        | Marshmello               | 2:33         |
| 2.                  | «Run It Up»                                                   | Comstock Aaron Jennings Puckett             | Marshmello               | 2:23         |
| 3.                  | «Put Yo Hands Up» (совместно с Slushii)                       | Comstock Julian Scanlan                     | Marshmello Slushii       | 3:16         |
| 4.                  | «Let's Get Down» (совместно с Yultron)                        | Comstock Yulton Lee                         | Marshmello Yultron       | 2:42         |
| 5.                  | «Sad Songs»                                                   | Comstock Puckett                            | Marshmello               | 3:15         |
| 6.                  | «Set Me Free» (with Bellecour)                                | Comstock Anthony Romera Alejandro Rodriguez | Marshmello Bellecour     | 3:03         |
| 7.                  | «Room to Fall» (совместно с Flux Pavilion при участии Elohim) | Comstock Joshua Steele                      | Marshmello Flux Pavilion | 3:01         |
| 8.                  | «Angklung Life» (совместно с Wiwek)                           | Comstock Wiwek Mahabali                     | Marshmello Wiwek         | 3:09         |
| 9.                  | «Earthquake» (совместно с Tynan)                              | Comstock Kevin Hickey                       | Marshmello Tynan         | 2:28         |
| 10.                 | «Falling to Pieces» (совместно с Crankdat)                    | Comstock Christian Smith                    | Marshmello Crankdat      | 2:46         |
| 11.                 | «Here We Go Again»                                            | Comstock                                    | Marshmello               | 3:06         |
| 12.                 | «Rescue Me» (при участии A Day to Remember)                   | Comstock Andrew Wade                        | Marshmello               | 3:57         |
| 13.                 | «Proud»                                                       | Comstock Puckett                            | Marshmello               | 3:11         |
| Общая длительность: | Общая длительность:                                           | Общая длительность:                         | Общая длительность:      | 38:48        |